# St Joseph's Catholic Church, Junee
St Joseph's Catholic Church (svenska: S:t Josefs katolska kyrka) är en kyrka belägen i orten Junee i New South Wales i Australien som tillhör romersk-katolska kyrkan. Kyrkan, som tros vara ritad av Albert Edmund Bates, är i romansk stil och uppförandet började den 10 mars 1929. Kyrkan invigdes den 30 maj 1930 och kostade 17 000 australiska pund.